# Anita
Anita je žensko osebno ime.

## Izvor imena
Anita je različica ženskega osebnega imena Ana.

## Pogostost imena
Po podatkih Statističnega urada Republike Slovenije je bilo na dan 31. decembra 2007 v Sloveniji število ženskih oseb z imenom Anita: 4.108. Med vsemi ženskimi imeni pa je ime Anita po pogostosti uporabe uvrščeno na 66. mesto.

## Osebni praznik
Osebe z imenom Anita godujejo takrat kot osebe z imenom Ana.